# Belleville-sur-Loire
Belleville-sur-Loire è un comune francese di 1 067 abitanti situato nel dipartimento del Cher, nella regione del Centro-Valle della Loira.

## Società

### Evoluzione demografica
Abitanti censiti